# Martina Rosenberg
Martina Rosenberg (Ammersee, 1963) es una periodista y escritora alemana.

## Biografía
Rosenberg completó una formación profesional como asistente dental. A los 20 años se fue a Creta, donde trabajó como guía turística y comenzó una agencia de contratación. Después del nacimiento de su hija en 1996, regresó a Alemania en 1998. Fundó un centro de capacitación en TI, donde trabajó como gerente de sucursal durante otros tres años después de ser vendida a una institución educativa. En 2005 fue a Bad Tölz como oficial de relaciones públicas de la Cruz Roja de Baviera. En 2009, mientras trabajaba, se graduó en administración de empresas en la Academy for Business en Bad Harzburg.
De 2013 a 2017 se desempeñó como jefa de comunicación corporativa en Arbeiterwohlfahrt Oberbayern y es periodista autónoma, responsable de prensa y autora desde noviembre de 2011. En octubre de 2017, fundó el portal Pflege.pro para familiares cuidadores y trabaja allí como directora general.
Rosenberg vive en el lago Starnberg, está casada y tiene una hija,

## Sus libros
- Mutter, wann stirbst du endlich? Blanvalet, München 2013, ISBN 978-3-7645-0468-7.
  - Tschechisch: Mami, kdy už konečně umřeš? Portál, Prag 2016, ISBN 978-80-262-1017-7.
- Anklage. Sterbehilfe. Blanvalet, München 2015, ISBN 978-3-7341-0319-3.
- Wege aus der Pflegefalle. Herder, Freiburg 2015, ISBN 978-3-451-31570-1.
- Ohne Moral. BoD, Norderstedt 2018, ISBN 978-3-7460-7767-3.